# Ephippiochthonius tyrrhenicus
Espèce
Synonymes
- Chthonius tyrrhenicus Gardini, 2013

Ephippiochthonius tyrrhenicus est une espèce de pseudoscorpions de la famille des Chthoniidae.

## Distribution
Cette espèce se rencontre en Italie du Piémont à la Campanie et en France en Provence-Alpes-Côte d'Azur et en Corse.

## Description
Les mâles mesurent de 0,90 à 1,05 mm et les femelles de 0,93 à 1,30 mm.

## Publication originale
- Gardini, 2013 : A revision of the species of the pseudoscorpion subgenus Chthonius (Ephippiochthonius) (Arachnida, Pseudoscorpiones, Chthoniidae) from Italy and neighbouring areas. Zootaxa, no 3655(1), p. 1-151.